# Serno
Serno è una frazione della città tedesca di Coswig (Anhalt), nella Sassonia-Anhalt.

Conta (2007) 427 abitanti.
Comprende le località di Göritz e Grochewitz.

## Storia
Serno costituì un comune autonomo fino al 1º gennaio 2009.